# Тољати
Тољати (рус. Толья́тти) је град у Русији, у Самарској области. Основан је 1737. године, као Ставропољ на Волги (рус. Ста́врополь-на-Во́лге). 1950. стари град је потопљен, а нови је изграђен на другом месту. 1964. године име града је промењено у Тољати, по Палмиру Тољатију, италијанском комунисти. Према попису становништва из 2010. у граду је живело 719.514 становника. Град је познат по аутомобилској индустрији „АвтоВАЗ” чији је најпознатији модел „Лада”. У граду се налази једна од од највећих православних цркава у свету.

## Становништво
Према прелиминарним подацима са пописа, у граду је 2010. живело 719.514 становника, 16.635 (2,37%) више него 2002.
| 1939. | 1959.  | 1970.   | 1979.   | 1989.   | 2002.   | 2010.   |
| ----- | ------ | ------- | ------- | ------- | ------- | ------- |
| 9.300 | 61.281 | 250.853 | 502.036 | 630.543 | 702.879 | 719.632 |

## Партнерски градови
- Казанлик
- Волфсбург
- Луојанг
- Флинт
- Пјаченца